# Godfrey Gao
Godfrey Gao I-Hsiang, född 22 september 1984 i Taipei i Taiwan, död 27 november 2019 i Ningbo i Zhejiang i Kina, var en taiwanesisk-kanadensisk modell och skådespelare.
Gao föddes i Taiwan och har en malaysisk mor och en taiwanesisk far. När han var nio år flyttade Gao och hans familj till Vancouver, Kanada, där han studerade vid Capilano University. Han återvände till Taiwan under 2004 för att arbeta som modell, och har medverkat i flera tv-serier och filmer.
År 2013 spelade han rollen som Magnus Bane i filmen The Mortal Instruments: Stad av skuggor.
Den 27 november 2019 kollapsade Gao under inspelningen av det kinesiska realityprogrammet Chase Me och avled senare på sjukhus på grund av hjärtstillestånd.

## Filmografi i urval

### Film
| År   | Titel                                   | Roll         | Noteringar                                       |
| ---- | --------------------------------------- | ------------ | ------------------------------------------------ |
| 2008 | All About Women                         | X            |                                                  |
| 2010 | Toy Story 3                             | Ken          | Mandarin voice-over för den Taiwanska dubbningen |
| 2013 | Say Yes                                 | Xu Zhuo      |                                                  |
| 2013 | The Mortal Instruments: Stad av skuggor | Magnus Bane  |                                                  |
| 2016 | Min & Max                               | Zhang Xiao   |                                                  |
| 2018 | Legend of the Ancient Sword             | Xia Yize     |                                                  |
| 2019 | Shanghai Fortress                       | Yang Jiannan |                                                  |

### TV
| År   | Titel                           | Roll                   | Noteringar |
| ---- | ------------------------------- | ---------------------- | ---------- |
| 2006 | Magicians of Love               | Fan Xiaoling's pojkvän |            |
| 2006 | The Kid from Heaven             | Luo Yixiang            |            |
| 2006 | Chao Ji Pai Tang Super          | Big Mac                |            |
| 2006 | Love Queen                      | Wang Zhixun            |            |
| 2007 | Wo Yao Pien Cheng Ying Shih Tzu | Tiger                  |            |
| 2007 | Bull Fighting                   | Tank                   |            |
| 2009 | Momo Love                       | Chen He                |            |
| 2010 | Volleyball Lover                | Bai Qianrui            |            |
| 2010 | Odd Perfect Match               | Ying Kaitai            |            |
| 2012 | The Queen of SOP                | Gao Ziqi               |            |
| 2015 | God of War, Zhao Yun            | Lü Bu                  |            |